# Wodospady Kravica
Wodospady Kravica – grupa wodospadów położona wzdłuż rzeki Trebižat w Bośni i Hercegowinie. Wodospady rozciągają się na ponad 100 metrach szerokości, a spadek poziomu dochodzi do 25 m. Wodospady powstały wskutek akumulacji trawertynu. Ze względu na malownicze położenie i krystalicznie czystą wodę jest popularnym miejscem kąpieli mieszkańców niedaleko położonego miasta Ljubuški. 
U podnóża wodospadu wybudowano punkt gastronomiczny, istnieje też możliwość rozbicia namiotu.

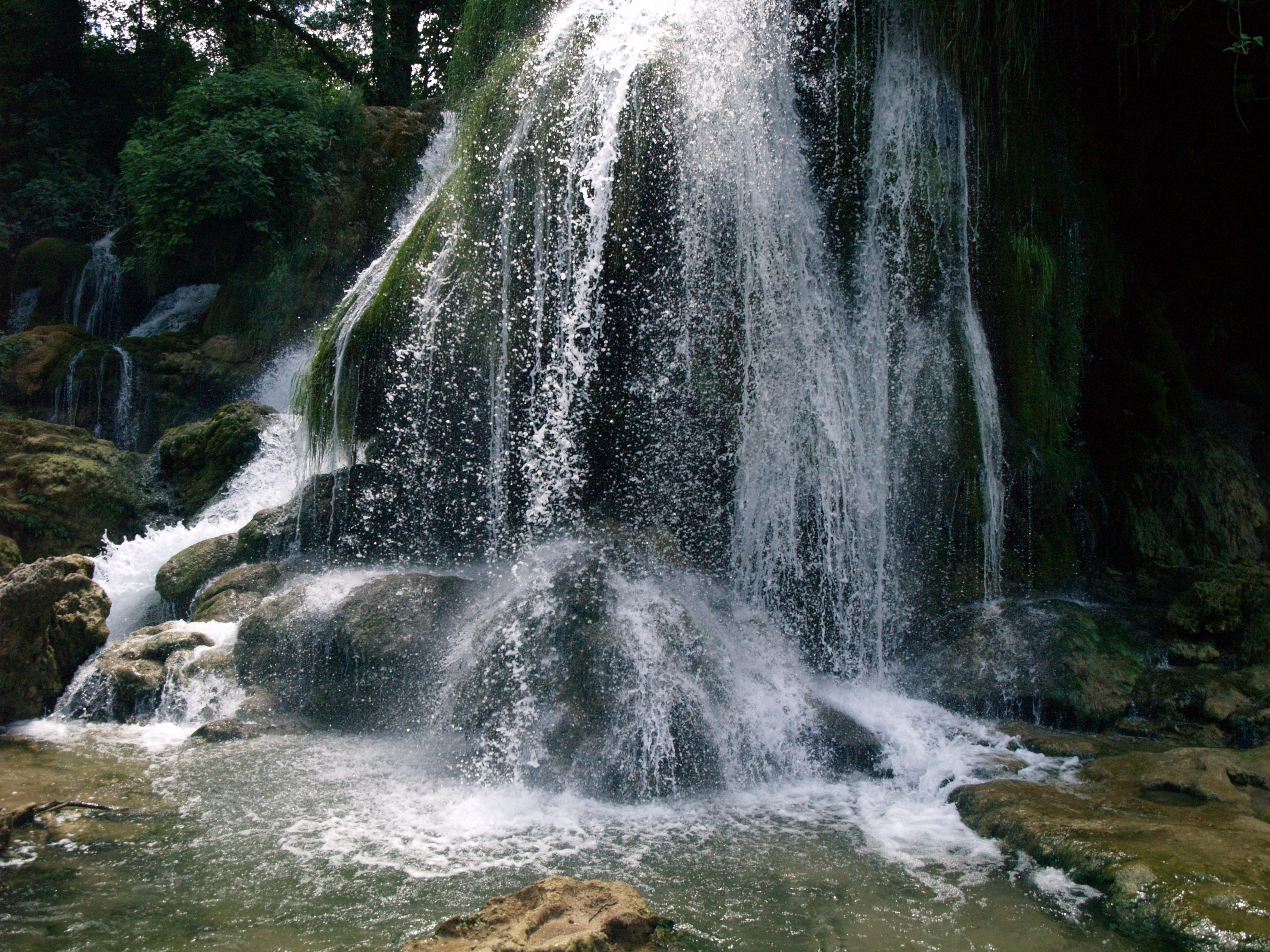
Wodospady Kravica
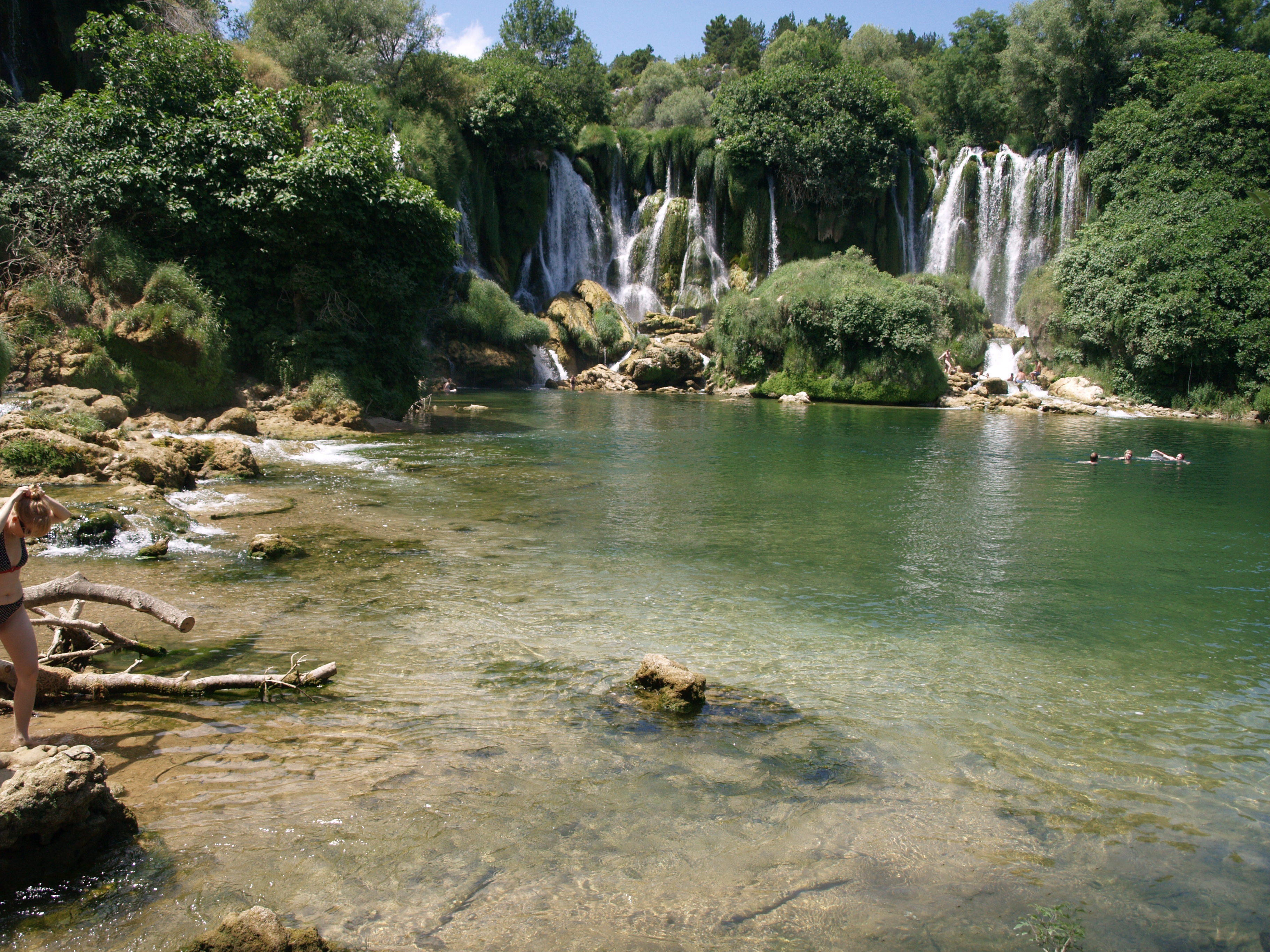
Wodospady Kravica
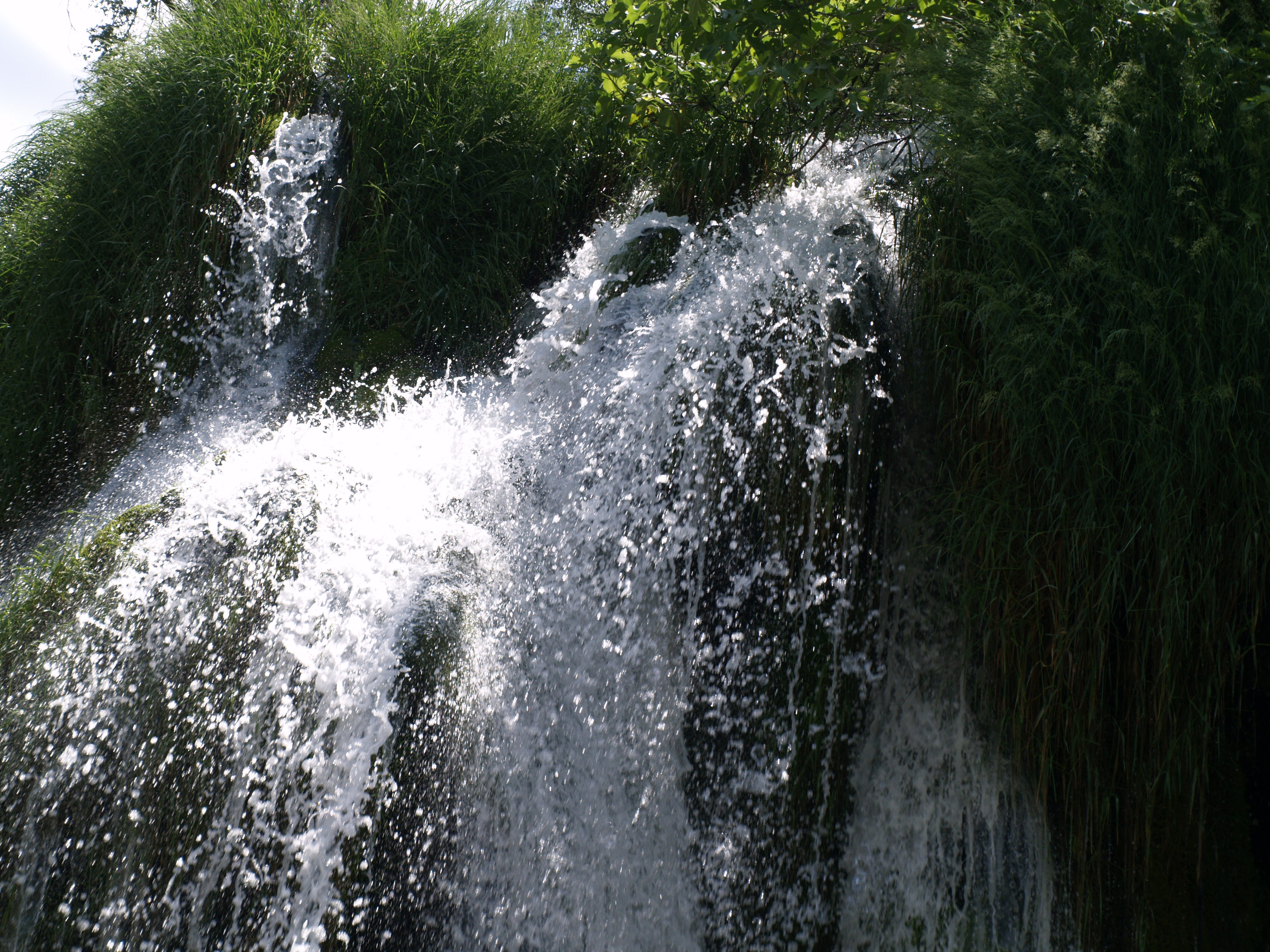
Wodospady Kravica
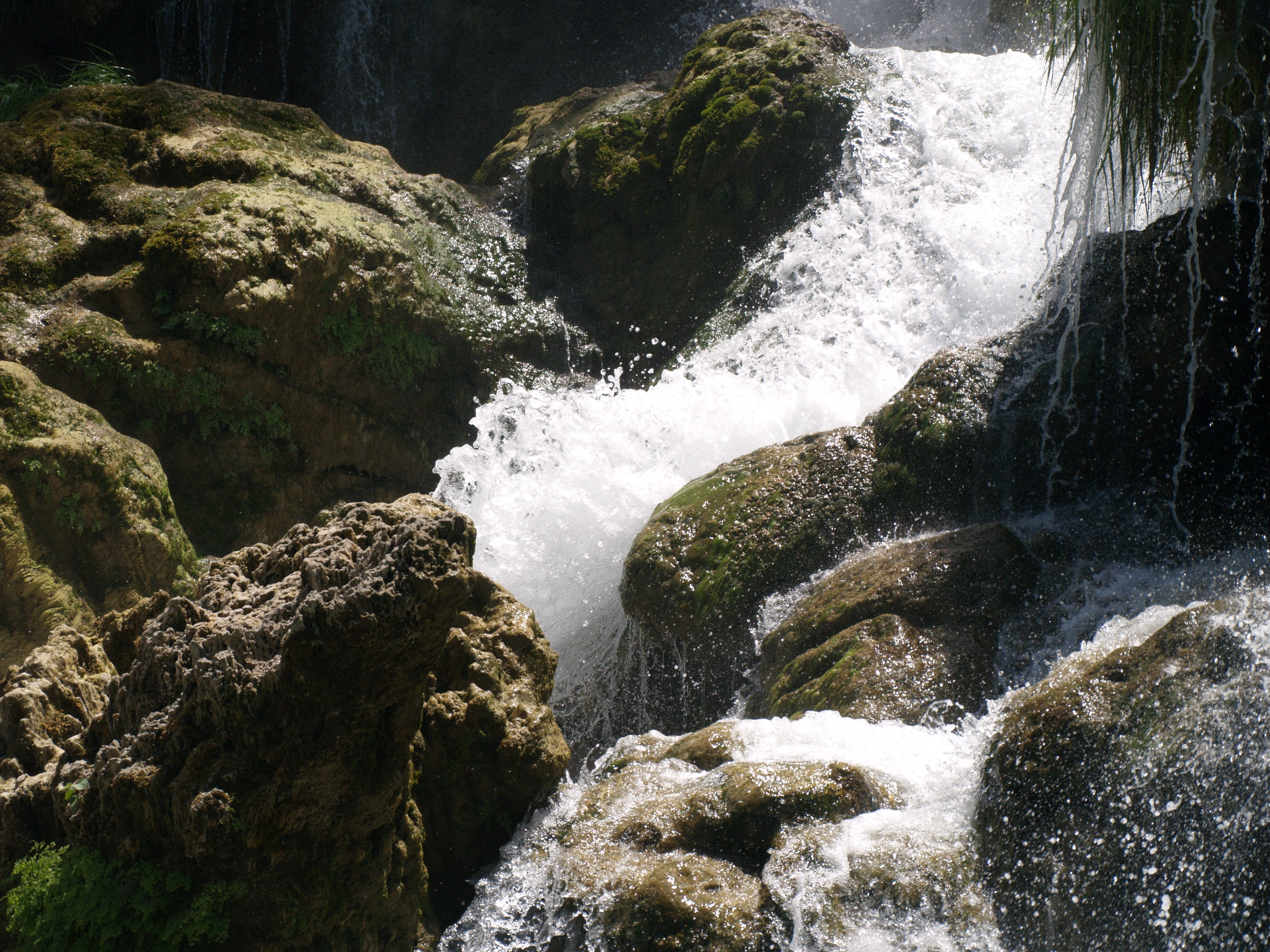
Wodospady Kravica